# Westeuropaliga 2017/2018 (Springreiten)
Die Westeuropaliga des FEI-Weltcups Springreiten 2017/2018 (Longines FEI World Cup™ Jumping 2017–2018, Western European League) war die 40. Saison der west- und mitteleuropäischen Liga des FEI-Weltcups der Springreiter. Der Weltcup gilt im Bereich der Westeuropaliga als wichtigste Turnierserie in der Hallensaison.

## Ablauf der Turnierserie
Die Weltcupsaison 2017/2018 brachte kaum Änderungen im Vergleich zur Vorsaison: Die Anzahl und Standorte der Wertungsprüfungen blieb unverändert, lediglich Verona und Lyon tauschten die Reihenfolge innerhalb des Kalenders. Der Auftakt der Weltcupliga erfolgte Mitte Oktober 2017, die letzte Etappe stand Ende Februar 2018 auf dem Programm.
Unverändert war der Schweizer Uhrenhersteller Longines Namenssponsor der Turnierserie. Alle Turniere der Liga waren als CSI 5*, der höchsten Kategorie im Springreiten, ausgeschrieben. Sie wurden mit dem Zusatz -W (also CSI 5*-W) gekennzeichnet, um sie als Weltcupturniere kenntlich zu machen. Es qualifizierten sich die besten 18 Reiter der Westeuropaliga sowie Zusatzteilnehmer („extra competitors“) für das Weltcupfinale 2018.
Die Weltcup-Wertungsprüfung wurde jeweils am Sonntagnachmittag ausgerichtet. Abgewichen wird hiervon lediglich bei drei Turnieren: In Bordeaux und Madrid fanden die Weltcupspringen bereits am Samstagabend statt, in Mechelen wurde diese unabhängig vom Wochentag alljährlich am Nachmittag des 30. Dezember ausgerichtet.
Ausgeschrieben waren die Weltcupspringen als Springprüfung mit einmaligem Stechen, die Höhe der Hindernisse betrug bis zu 1,60 Meter. Das Preisgeld dieser Prüfungen umfasste jeweils mindestens 100.000 €.

## Medien
Alle Prüfungen der Westeuropaliga übertrug die FEI kostenpflichtig über ihr Internet-Portal FEI TV. Im Durchführungsland wurden die Weltcupprüfungen zumeist im Fernsehen live übertragen, auch die anderen Prüfungen der Westeuropaliga wurden in einzelnen Staaten Europas live oder als Aufzeichnung gezeigt. Der pan-europäische Sportsender Eurosport 1 sendete die Prüfungen in einer 60-minütigen Zusammenfassung, die im Regelfall am Abend auf das Turnier folgenden Montags zu sehen war.

## Die Prüfungen

### 1. Prüfung: Oslo
Zum Auftakt zur Westeuropaliga der Springreiter stand die Wertungsprüfung im Rahmen der Oslo Horse Show auf dem Programm. Das Reitturnier fand vom 11. bis 15. Oktober 2017 in der Telenor-Arena in Oslo statt.
Das Vorjahressiegerpaar, Alberto Zorzi und Fair Light van’t Heike zeigten im Normalumlauf die klar schnellste Zeit aller Teilnehmer, doch ein Hindernisfehler verhinderte seinen Einzug in das Stechen (Platz neun). Auf den achten Rang kam Michael Whitaker, der sich mit dem 10-jährigen Calisto Blue als einer der wenigen Starter einen Zeitstrafpunkt erlaubte, ansonsten aber fehlerfrei blieb. Sieben Reiter zogen mit ihren Pferden in das Stechen ein.
Hier war es Douglas Lindelöw, der mit Zacramento als erster Starter im Stechen gleich ohne Fehler blieb. Mark McAuley als zweiter Teilnehmer sollte einer von nur zwei Reitern sein, die im Stechen vier Strafpunkte hinnehmen mussten. So wechselte die Führung mehrfach, zuletzt beim vorletzten Stechteilnehmer Daniel Deußer. Deußer hatte bereits am Vortag den Großen Preis des Turniers gewonnen und setzte sich auch im Weltcupspringen mit dem auffällig gezeichneten Grauschimmel Cornet in Führung. Bertram Allen als Schlussreiter versuchte mit Izzy by Picobello ebenso die Führung zu übernehmen, eine fallende Stange am vorletzten Sprung verhinderte dies jedoch.
|             | Reiter                | Pferd                   | 1. Umlauf | 1. Umlauf   | Stechen  | Stechen | Wertungs- punkte |
| Strafpunkte | Reiter                | Pferd                   | Zeit (s)  | Strafpunkte | Zeit (s) |         | Wertungs- punkte |
| ----------- | --------------------- | ----------------------- | --------- | ----------- | -------- | ------- | ---------------- |
| 1           | Daniel Deußer         | Cornet                  | 0         | -           | 0        | 36,83   | 20               |
| 2           | Kevin Staut           | For Joy van't Zorgvliet | 0         | -           | 0        | 36,96   | 17               |
| 3           | Edwina Tops-Alexander | California              | 0         | -           | 0        | 38,22   | 15               |

(Plätze eins bis drei von insgesamt 38 Teilnehmern)

### 2. Prüfung: Helsinki
Aufgrund der dortigen Witterungsbedingungen finden die skandinavischen Weltcupturniere jeweils gleich zu Beginn oder zum Ende der Hallensaison statt. So wurde auch die zweite Etappe der Westeuropaliga dort durchgeführt: Vom 18. bis 22. Oktober 2017 wurde die Helsinki International Horse Show ausgerichtet. Das Weltcupspringen des in der Helsingin Jäähalli durchgeführten Turniers fand am 22. Oktober ab 15:40 Uhr Ortszeit statt.
Viele Reiter kamen in Normalumlauf auf Ergebnisse von acht und mehr Strafpunkten, sechs verzichteten auf die Beendigung des Parcours. Fehlerschwerpunkt war die Schlusslinie bestehend aus einer zweifachen Kombination mit einer blau-weißen Planke am Aussprung sowie einem dann aus der Wendung anzureitendem Oxer. Dennoch gelang neun Starterpaaren der Einzug in das Stechen.
Auch bedingt durch enge Arena in der Größe eines Eishockeyfeldes (ca. 60 × 30 Meter) war das Stechen sehr „kringelig“ mit vielen engen Wendungen gebaut. Nachdem die ersten drei Stechreiter auf jeweils vier oder acht Strafpunkte gekommen waren, gelang Robert Whitaker mit Catwalk IV die erste Nullrunde – die jedoch die langsamste des Stechens war. Fast eine Sekunde schneller war Henrik von Eckermann, dessen Stute Mary Lou nach der Landung nach dem vorletzten Sprung durch Wegrutschen fast stürzte. Von Eckermann konnte dies durch Gewichtsverlagerung verhindern. Auf der längeren Galoppstrecke zum letzten Hindernis fand das Paar dann wieder in seinen Rhythmus und setzte sich an die Spitze des Zwischenklassements. Nach ihm folgte Felix Haßmann, der als einziger deutscher Reiter den Sprung in das Stechen geschafft hatte und mit seinem Schimmel Cayenne mit der schnellsten Vier-Strafpunkt-Runde im Endergebnis auf den fünften Rang kam.
Die letzten beiden Reiter traten mit Pferden des niederländischen VDL Stud an. Marlon Modolo Zanotelli kam mit der 10-jährigen Stute Celena fehlerlos in einer Zeit in das Ziel, die knapp langsamer als jene von Henrik von Eckermann war. Mehr als eine Sekunde schneller als das bisher führende Paar war der letzte Starter: Jur Vrieling kam mit Glasgow van't Merelsnest ohne Fehler in das Ziel und sicherte sich damit den Sieg im Weltcupspringen von Helsinki.
|             | Reiter                  | Pferd                    | 1. Umlauf | 1. Umlauf   | Stechen  | Stechen | Wertungs- punkte |
| Strafpunkte | Reiter                  | Pferd                    | Zeit (s)  | Strafpunkte | Zeit (s) |         | Wertungs- punkte |
| ----------- | ----------------------- | ------------------------ | --------- | ----------- | -------- | ------- | ---------------- |
| 1           | Jur Vrieling            | Glasgow van't Merelsnest | 0         | -           | 0        | 36,85   | 20               |
| 2           | Henrik von Eckermann    | Mary Lou                 | 0         | -           | 0        | 38,41   | 17               |
| 3           | Marlon Modolo Zanotelli | Celena                   | 0         | -           | 0        | 38,60   | 15               |

(Plätze eins bis drei von insgesamt 40 Teilnehmern)

### 3. Prüfung: Verona
Auf einem früheren Termin als in den Vorjahren fand Jumping Verona, das italienische Weltcupturnier der Springreiter, statt. Bereits Ende Oktober, vom 26. bis 29. Oktober 2017, wurde das Turnier im Rahmen der Fieracavalli durchgeführt.
Im am Abschlusstag des Turniers ausgerichteten Weltcupspringen setzte sich zunächst das erfolgreiche Jahr für die italienischen Springreiter fort: Von den elf Reitern, die sich für das Stechen qualifizierten, starteten vier unter italienischer Flagge. Das Stechen eröffnete Janika Sprunger, die mit dem 11-jährigen Bacardi gleich mit einer Nullrunde in 39,21 Sekunden vorlegte. Der 23-jährige Luigi Polesello griff als zweiter Starter die Zeit Sprungers an, bekam jedoch zwei Hindernisfehler und endete damit auf dem zehnten Rang in dieser Prüfung. Auch die nächsten vier Starter kamen nicht fehlerfrei in das Ziel. Anders Lorenzo de Luca: Mit Halifax van het Kluizebos setzte sich der zu diesem Zeitpunkt erfolgreichste italienische Springreiter in Führung.
Doch die Führung sollte nicht halten: Pieter Devos übernahm als nächster Starter die Spitzenposition. Ihm wiederum nahm der nachfolgende Reiter, Maikel van der Vleuten, Platz eins ab. Alberto Zorzi kam ohne Fehler in das Ziel, die Zeit dicht an der von van der Vleuten. Doch die Zeit des Niederländers und seines 15-jährigen Hengstes Verdi war besser. Auch der Vorjahreszweite Simon Delestre konnte sich als letzter Starter im Stechen den Sieg nicht mehr holen, Maikel van der Vleuten gewann die Prüfung.
|             | Reiter                 | Pferd                  | 1. Umlauf | 1. Umlauf   | Stechen  | Stechen | Wertungs- punkte |
| Strafpunkte | Reiter                 | Pferd                  | Zeit (s)  | Strafpunkte | Zeit (s) |         | Wertungs- punkte |
| ----------- | ---------------------- | ---------------------- | --------- | ----------- | -------- | ------- | ---------------- |
| 1           | Maikel van der Vleuten | Verdi                  | 0         | -           | 0        | 35,91   | 20               |
| 2           | Alberto Zorzi          | Fair Light van't Heike | 0         | -           | 0        | 36,17   | 17               |
| 3           | Pieter Devos           | Apart                  | 0         | -           | 0        | 37,03   | 15               |

(Plätze eins bis drei von insgesamt 37 Teilnehmern)

### 4. Prüfung: Lyon
Lyon bildet den Austragungsort für das vierte Weltcupturnier der Westeuropaliga in dieser Saison: Vom 1. bis 5. November 2017 wurde die Equitá Lyon ausgerichtet. Austragungsort war das Messegelände Eurexpo. Das mit 300.000 Euro hochdotierte Weltcupspringen wurde am 5. November ab 15:30 Uhr durchgeführt.
Bereits dem zweiten Starter, Holger Wulschner, gelang der Einzug in das Stechen. Zehn weitere Reiter mit ihren Pferden sollten ihm folgen. Im Stechen ritt Wulschner mit Skipper in gemäßigtem Tempo, verpasste jedoch die angestrebte Nullrunde und kam daher im Endergebnis nur auf Rang zehn. Mit einer zwei Sekunden schnelleren Zeit und ohne Fehler setzte sich Michael Whitaker mit Calisto Blue als zweiter Reiter in Führung. Schon beim nächsten Reiter wechselte die Führung erneut, Mark McAuley war mit Miebello eine Hundertstelsekunde schneller im Ziel. Nach weiteren Wechseln an der Spitze lag Simon Delestre mit Hermes Ryan im Führung.
Während Roger-Yves Bost als vorletzter Starter aufgrund von zwei Hindernisfehlern nichts mit dem Sieg zu tun hatte, sah dies bei Henrik von Eckermann anders aus: Mit seiner 11-jährigen Stute Mary Lou schien er die Zeit Delestres noch erreichen zu können. Doch dies gelang ihm nicht ganz, es wurde für von Eckermann der zweite Platz in einem Weltcupspringen in dieser Saison. Simon Delestre hingegen gewann die Prüfung und damit 20 Wertungspunkte.
|             | Reiter               | Pferd       | 1. Umlauf | 1. Umlauf   | Stechen  | Stechen | Wertungs- punkte |
| Strafpunkte | Reiter               | Pferd       | Zeit (s)  | Strafpunkte | Zeit (s) |         | Wertungs- punkte |
| ----------- | -------------------- | ----------- | --------- | ----------- | -------- | ------- | ---------------- |
| 1           | Simon Delestre       | Hermes Ryan | 0         | -           | 0        | 37,72   | 20               |
| 2           | Henrik von Eckermann | Mary Lou    | 0         | -           | 0        | 38,35   | 17               |
| 3           | Steve Guerdat        | Bianca      | 0         | -           | 0        | 39,05   | 15               |

(Plätze eins bis drei von insgesamt 40 Teilnehmern)

### 5. Prüfung: Stuttgart
Mitte November stand das erste Weltcupturnier auf dem Programm, bei dem neben dem Springreiterweltcup auch die Dressurreiter und die Vierspänner Weltcuppunkte sammelten. Die Stuttgart German Masters als fünfte Wertungsprüfung der Westeuropaliga der Springreiter wurden vom 15. bis 19. November 2017 durchgeführt.
Weltcupspringen in Stuttgart war der Große Preis von Stuttgart, welcher am letzten Turniertag ab 15:00 Uhr ausgerichtet wurde. Gleich 16 der 40 teilnehmenden Reiter schafften mit einer Null-Fehler-Runde den Einzug in das Stechen. Auch im Stechen kam es kaum zu Fehlern, so dass 13 Doppel-Nullrunden zu verzeichnen waren. Somit musste die Zeit zum entscheidenden Kriterium um den Sieg werden.
Simone Blum hatte am Freitagabend bereits den German Master gewonnen. Bei ihrem einzigen Weltcupstart in dieser Saison (ihre Stute Alice sollte über den Winter hinweg eine Turnierpause bekommen) kam sie mit 50,14 Sekunden auf den vierten Platz. Während sich zwei weitere deutsche Reiter auf den Plätzen drei und zwei platzieren konnten, ging der Sieg in die Schweiz. Erstmals gewann Steve Guerdat den Großen Preis von Stuttgart.
|             | Reiter            | Pferd                | 1. Umlauf | 1. Umlauf   | Stechen  | Stechen | Wertungs- punkte |
| Strafpunkte | Reiter            | Pferd                | Zeit (s)  | Strafpunkte | Zeit (s) |         | Wertungs- punkte |
| ----------- | ----------------- | -------------------- | --------- | ----------- | -------- | ------- | ---------------- |
| 1           | Steve Guerdat     | Hannah               | 0         | -           | 0        | 48,19   | 20               |
| 2           | Philipp Weishaupt | Asathir              | 0         | -           | 0        | 48,76   | 17               |
| 3           | Christian Ahlmann | Epleaser van't Heike | 0         | -           | 0        | 49,13   | 15               |

(Plätze eins bis drei von insgesamt 40 Teilnehmern)

### 6. Prüfung: Madrid
Die erste spanische Wertungsprüfung der Westeuropaliga wurde bei der Madrid Horse Week durchgeführt. Das Weltcupturnier von Madrid war zum vierten Mal Teil der Westeuropaliga. Die Feria de Madrid bildete den Austragungsort dieses Turniers, welches vom 23. bis 26. November 2017 ausgerichtet wurde.
In der am späten Abend des Turniersamstags (25. November) stattfindenden Prüfung kam es ein weites Mal zu einem übergroßen Stechen, mit 18 Pferd-Reiter-Paaren zog fast die Hälfte der Teilnehmer in das Stechen ein. So galt es auch hier für die Teilnehmer nicht nur fehlerfrei, sondern auch sehr schnell den Stechparcours zu bewältigen. Elf Reiter kamen erneut ohne Strafpunkte in das Ziel.
Besonders eng ging es auf den Plätzen zwei bis vier zu, der Abstand betrug hier nur neun Hundertstelsekunden. Roger-Yves Bost konnte sich mit Sydney Une Prince minimal von dieser Gruppe absetzen. Mit der 11-jährigen Fuchsstute kam er in einer gut vier Zehntelsekunden schnelleren Zeit in das Ziel und sicherte sich damit den Sieg.
|             | Reiter           | Pferd             | 1. Umlauf | 1. Umlauf   | Stechen  | Stechen | Wertungs- punkte |
| Strafpunkte | Reiter           | Pferd             | Zeit (s)  | Strafpunkte | Zeit (s) |         | Wertungs- punkte |
| ----------- | ---------------- | ----------------- | --------- | ----------- | -------- | ------- | ---------------- |
| 1           | Roger-Yves Bost  | Sydney Une Prince | 0         | -           | 0        | 42,23   | 20               |
| 2           | Niels Bruynseels | Cas de Liberte    | 0         | -           | 0        | 42,67   | 17               |
| 3           | Mark McAuley     | Miebello          | 0         | -           | 0        | 42,68   | 15               |

(Plätze eins bis drei von insgesamt 40 Teilnehmern)

### 7. Prüfung: A Coruña
Im Saisonkalender folgte auf Madrid gleich auch die zweite Station des Weltcups in Spanien. Zum zweiten Mal war die galicische Großstadt A Coruña Veranstaltungsort einer Wertungsprüfung der Westeuropaliga. Austragungsort des Turniers war das Centro Hípico Casas Novas, welches sich im Besitz von Amancio Ortega befindet. Anders als bei den übrigen Etappen werden die Prüfungen somit nicht in einer Messe- oder Veranstaltungshalle, sondern in einer großen (80 × 40 Meter), von viel Holz geprägten, Reithalle durchgeführt.
Das Weltcupspringen von A Coruña war mit einem 330.000 Euro Preisgeld eines der höchstdotierten der Weltcupsaison, stand jedoch in Konkurrenz zum zeitgleich stattfindenden, drei Mal so hoch dotierten Großen Preis von Genf. Nachdem zu Beginn der Saison große Stechen überwogen, blieb dieses in A Coruña im gewünschten etwas kleineren Rahmen – acht Reiter qualifizierten sich hierfür.
Nachdem er am Abend zuvor bereits überraschend den Großen Preis gewonnen hatte, qualifizierte sich der auf Rang 129 der Weltrangliste gelegene Ägypter Sameh El Dahan auch im Weltcupspringen für das Stechen. Mit Suma's Zorro musste er vorlegen, war mit einer Zeit von unter 40 Sekunden auch sehr schnell unterwegs. Doch ein Hindernisfehler führte dazu, dass er sich im Endergebnis auf Platz fünf wiederfand. Von den ersten vier Reitern gelang nur dem Spanier Manuel Fernandez Saro ein Null-Fehler-Ritt. Während Denis Lynch mit All Star als fünfter Starter ebenso fehlerfrei blieb, noch langsamer als Fernandez Saro war, griff Edwina Tops-Alexander an. Mit der 10-jährigen Stute California kam sie ohne Strafpunkte in 40,08 Sekunden in das Ziel. Max Kühner als vorletzter Starter im Stechen schob sich auf den zweiten Rang hinter Tops-Alexander, Schlussreiter Maikel van der Vleuten hatte mit dem Sieg nichts zu tun.
|             | Reiter                | Pferd      | 1. Umlauf | 1. Umlauf   | Stechen  | Stechen | Wertungs- punkte |
| Strafpunkte | Reiter                | Pferd      | Zeit (s)  | Strafpunkte | Zeit (s) |         | Wertungs- punkte |
| ----------- | --------------------- | ---------- | --------- | ----------- | -------- | ------- | ---------------- |
| 1           | Edwina Tops-Alexander | California | 0         | -           | 0        | 40,08   | 20               |
| 2           | Max Kühner            | Chardonnay | 0         | -           | 0        | 42,33   | 17               |
| 3           | Manuel Fernandez Saro | Cuidam     | 0         | -           | 0        | 43,89   | 15               |

(Plätze eins bis drei von insgesamt 40 Teilnehmern)

### 8. Prüfung: London
Das dritte Adventswochenende führte den Springreiterweltcup nach London: Die traditionell am Montag vor Weihnachten endende Olympia London International Horse Show fand vom 12. bis 18. Dezember 2017 in der Olympia Grand Hall in London statt.
Das Weltcupspringen wurde in der festlich geschmückten Halle am Nachmittag des vorletzten Turniertags ausgerichtet. Nur vier Reitern glückte mit ihren Pferden ein Null-Fehler-Ritt im Normalumlauf und damit der Einzug in das Stechen. In diesem musste Peder Fredricson vorlegen, ohne Fehler kam er mit Christian K in 41,34 Sekunden in das Ziel. Auch die drei nachfolgenden Reiter sollten ohne Strafpunkte bleiben: Edwina Tops-Alexander war knapp schneller und sicherte sich damit die zweite Topplatzierung in einem Weltcupspringen binnen zwei Wochen. Vier Sekunden schneller als Fredricson war Scott Brash, der damit Hoffnungen auf einen heimischen Sieg aufkommen ließ. Doch Julien Epaillard blieb mit der 10-jährigen Stute Toupie de la Roque sogar unter 37 Sekunden und sicherte sich damit den Sieg.
|             | Reiter                | Pferd                   | 1. Umlauf | 1. Umlauf   | Stechen  | Stechen | Wertungs- punkte |
| Strafpunkte | Reiter                | Pferd                   | Zeit (s)  | Strafpunkte | Zeit (s) |         | Wertungs- punkte |
| ----------- | --------------------- | ----------------------- | --------- | ----------- | -------- | ------- | ---------------- |
| 1           | Julien Epaillard      | Zinius                  | 0         | -           | 0        | 36,91   | 20               |
| 2           | Scott Brash           | Ursula XII              | 0         | -           | 0        | 37,34   | 17               |
| 3           | Edwina Tops-Alexander | Inca Boy van't Vianahof | 0         | -           | 0        | 41,05   | 15               |

(Plätze eins bis drei von insgesamt 36 Teilnehmern)

### 9. Prüfung: Mechelen
Zum Abschluss des Jahres 2017 traten die Reiter bei der belgischen Weltcupetappe an: Wie jedes Jahr fand vom 26. bis 30. Dezember das Hallenreitturnier Jumping Mechelen - Vlaanderens Kerstjumping in Mechelen statt.
Im am 30. Dezember gegen 16 Uhr gestarteten Weltcupspringen waren im Normalumlauf sieben Nullrunden zu verzeichnen. Den Auftakt zum Stechen machten zwei deutsche Reiter: Christian Ahlmann legte mit seinem 17-jährigen Hengst Taloubet Z mit einer schnellen Zeit von unter 39 Sekunden vor, ein Hindernisfehler brachte ihm jedoch vier Strafpunkte ein. Daniel Deußer bewältigte den Stechparcours mit Cornet D'Amour nicht ganz so schnell, jedoch ohne Fehler. Henrik von Eckermann schien mit Mary Lou zunächst den Kurs in ähnlicher Zeit wie Deußer zu überwinden, erhöhte auf der Schlusslinie das Tempo jedoch und kam fehlerfrei in 38,74 Sekunden in das Ziel. Der vierte Stechteilnehmer brachte den dritten Führungswechsel: Der im 30 Kilometer entfernten Grobbendonk trainierende Niederländer Harrie Smolders war Zinius nochmals über eine halbe Sekunde schneller als von Eckermann. Drei weitere Starter konnten Smolders nicht mehr von Platz eins verdrängen.
|             | Reiter               | Pferd                     | 1. Umlauf | 1. Umlauf   | Stechen  | Stechen | Wertungs- punkte |
| Strafpunkte | Reiter               | Pferd                     | Zeit (s)  | Strafpunkte | Zeit (s) |         | Wertungs- punkte |
| ----------- | -------------------- | ------------------------- | --------- | ----------- | -------- | ------- | ---------------- |
| 1           | Harrie Smolders      | Zinius                    | 0         | -           | 0        | 38,19   | 20               |
| 2           | Henrik von Eckermann | Mary Lou                  | 0         | -           | 0        | 38,74   | 17               |
| 3           | Lorenzo de Luca      | Halifax van het Kluizebos | 0         | -           | 0        | 39,97   | 15               |

(Plätze eins bis drei von insgesamt 40 Teilnehmern)

### 10. Prüfung: Leipzig
Mit dem zweiten Weltcupturnier der Springreiter in Deutschland startete die Westeuropaliga in das Jahr 2018: Die Partner Pferd wurde vom 18. bis 21. Januar 2018 auf dem Leipziger Messegelände durchgeführt. Weltcupspringen des Turniers war der am letzten Turniertag ausgerichtete Große Preis.
Von den 40 Reitern der Prüfung kamen 27 auf ein Ergebnis von vier oder weniger Strafpunkten. 15 von ihnen gelang der Stecheinzug aufgrund eines Null-Fehler-Rittes. Im Stechen musste Maurice Tebbel vorlegen, als erster Starter kam er mit Chaccos' Son mit vier Strafpunkten in das Ziel. Langsamer, aber fehlerfrei übernahm als zweiter Starter Douglas Lindelöw die Führung, er ritt den 13-jährigen Wallach Zacramento. Den nächsten Führungswechsel gab es erst beim achten Reiter des Stechens, Kevin Staut setzte sich mit Reveur de Hurtebise mit einer Zeit von 44,39 Sekunden in Führung. Gleich beim darauffolgenden Ritt setzte sich Marcus Ehning mit Comme Il Faut an die Spitzenposition, er war nochmals eine Zehntelsekunde schneller. Nachfolgend wechselte die Führung auch noch auf Carlos Enrique Lopez Lizarazo.
Den letzten Startplatz im Stechen hatten Christian Ahlmann und sein 18-jähriger Hengst Taloubet Z inne. Beide hatten in Leipzig bereits das Weltcupfinale 2011 und die Weltcupspringen 2012 und 2013 gewonnen. Bereits im Vorfeld des Turniers hatte Ahlmann bekanntgegeben, dass diese die letzte Prüfung für Taloubet Z sein würde. Im Stechen gelang ihnen ihre zweite Nullrunde des Tages, die Zeit von 43,19 Sekunden war zwei Zehntelsekunden schneller als jene von Lopez Lizarazo. Der Sieg ging somit an Ahlmann und Taloubet Z.
|             | Reiter                        | Pferd      | 1. Umlauf | 1. Umlauf   | Stechen  | Stechen | Wertungs- punkte |
| Strafpunkte | Reiter                        | Pferd      | Zeit (s)  | Strafpunkte | Zeit (s) |         | Wertungs- punkte |
| ----------- | ----------------------------- | ---------- | --------- | ----------- | -------- | ------- | ---------------- |
| 1           | Christian Ahlmann             | Taloubet Z | 0         | -           | 0        | 43,19   | 20               |
| 2           | Carlos Enrique Lopez Lizarazo | Admara     | 0         | -           | 0        | 43,39   | 17               |
| 3           | Harrie Smolders               | Zinius     | 0         | -           | 0        | 44,28   | 15               |

(Plätze eins bis drei von insgesamt 40 Teilnehmern)

### 11. Prüfung: Zürich
Die elfte Etappe stellte das Ende einer Tradition dar: Letztmals wurde der CSI Zürich durchgeführt, dessen erstmals 1988 ausgetragene Hauptprüfung seit 2009 Teil der Westeuropaliga war. Das Zürcher Weltcupturnier fand vom 26. bis zum 28. Januar 2018 im dortigen Hallenstadion statt. Einen weiteren Abschied begingen die Schweizer Reiter in Zürich, aus Anlass des Todes von Willi Melliger trugen diese schwarze Armbinden.
Im Normalumlauf des Weltcupspringens blieben 14 Reiter ohne Fehler, jene qualifizierten sich für das Stechen. Mark McAuley hinderte ein Zeitstrafpunkt am Stecheinzug, Marcus Ehning war mit Pret A Tout schnellster der Teilnehmer mit vier Strafpunkten im Normalumlauf.
Vier Schweizern war der Einzug in das Stechen gelungen. Der erste, Paul Estermann, war zugleich erster Starter im Stechen und blieb mit Lord Pepsi erneut ohne Fehler. Ebenso fehlerfrei, aber deutlich schneller war die zweite Starterin: Die am Tag zuvor 27 Jahre alt gewordene Schwedin Stephanie Holmén kam mit Flip's Little Sparrow, einer Tochter von Malin Baryard-Johnssons einstiger Erfolgsstute Butterfly Flip, in unter 39 Sekunden in das Ziel. Diese Zeit strafpunktlos zu unterbieten erwies sich für die nachfolgende Reiter als Herausforderung: Hans-Dieter Dreher blieb mit Berlinda in der engen Wendung nach dem zweiten Stechhindernis hängen, verlor damit den Fluss im Ritt und somit Zeit, kam aber ohne Strafpunkte in das Ziel (Platz sechs). Andere Reiter wie Carlos Enrique Lopez Lizarazo oder Henrik von Eckermann mit seiner in dieser Hallensaison hoch erfolgreichen Stute Mary Lou kamen in die Nähe der Zeit Holméns, aber kassierten Hindernisfehler. Von den strafpunktfreien Ritten kam Pius Schwizer am dichtesten an die Zeit der Führenden heran, doch auch er war mit seiner neunjährigen Stute About A Dream über eine Sekunde langsamer. Somit ging der Sieg im letzten Mercedes-Benz Classic von Zürich an Stephanie Holmén.
|             | Reiter           | Pferd                 | 1. Umlauf | 1. Umlauf   | Stechen  | Stechen | Wertungs- punkte |
| Strafpunkte | Reiter           | Pferd                 | Zeit (s)  | Strafpunkte | Zeit (s) |         | Wertungs- punkte |
| ----------- | ---------------- | --------------------- | --------- | ----------- | -------- | ------- | ---------------- |
| 1           | Stephanie Holmén | Flip's Little Sparrow | 0         | -           | 0        | 38,79   | 20               |
| 2           | Pius Schwizer    | About A Dream         | 0         | -           | 0        | 39,90   | 17               |
| 3           | Kevin Staut      | Silver Deux de Virton | 0         | -           | 0        | 40,72   | 15               |

(Plätze eins bis drei von insgesamt 39 Teilnehmern)

### 12. Prüfung: Bordeaux
Die vorletzte Station der Westeuropaliga der Springreiter wurde vom 2. bis 4. Februar 2018 in Bordeaux durchgeführt. Dieses zweite Weltcupturnier Frankreichs, Jumping International de Bordeaux, fand im Parc de Expositions de Bordeaux statt.
Im Normalumlauf des am Samstagabend ausgetragenen Weltcupspringens beendeten zehn Reiter ihren Ritt ohne Fehler und zogen damit in das Stechen ein. Die zweiten bzw. dritten Starter im Stechen, Paul Estermann mit Lord Pepsi und Manuel Fernandez Saro mit Cannavaro, legten mit Null-Fehler-Ritten vor. Eine deutlich schnellere Zeit hatte der Ritt von Pieter Devos: Mit seinem Wallach Espoir konnte er insbesondere auf der langen Strecke vom vorletzten zum letzten Hindernis des Stechens Zeit sparen und kam fehlerfrei in 36,53 in das Ziel.
Während Christian Ahlmann mit seinem auf diesem Niveau noch unerfahrenen Dunkelfuchswallach Tokyo keine Rolle in der Entscheidung der Prüfung spielte, versuchten die letzten drei Reiter noch, die Führung zu übernehmen. Roger-Yves Bost unterlief mit Sydney Une Prince ein Hindernisfehler. Marcus Ehning war mit dem Schimmelhengst Cornado NRW am Start, ihm gelang die zweitschnellste Nullrunde – anderthalb Sekunden langsamer als Devos. Carlos Enrique Lopez Lizarazo unterlief mit Admara kurz vor Ende des Stechparcours ein Fehler – trotz der zweitschnellsten Zeit des Stechens reichte es für ihn daher nur für den fünften Platz. Der Sieg ging dementsprechend an Pieter Devos.
|             | Reiter                | Pferd       | 1. Umlauf | 1. Umlauf   | Stechen  | Stechen | Wertungs- punkte |
| Strafpunkte | Reiter                | Pferd       | Zeit (s)  | Strafpunkte | Zeit (s) |         | Wertungs- punkte |
| ----------- | --------------------- | ----------- | --------- | ----------- | -------- | ------- | ---------------- |
| 1           | Pieter Devos          | Espoir      | 0         | -           | 0        | 36,53   | 20               |
| 2           | Marcus Ehning         | Cornado NRW | 0         | -           | 0        | 38,09   | 17               |
| 3           | Manuel Fernandez Saro | Cannavaro   | 0         | -           | 0        | 38,40   | 15               |

(Plätze eins bis drei von insgesamt 40 Teilnehmern)

### 13. Prüfung: Göteborg
Zum Abschluss der Saison stand die Göteborg Horse Show auf dem Programm. Vom 21. bis 25. Februar 2018 hatten die Reiter in Göteborg die letzte Chance, in dieser Saison noch Weltcuppunkte zu sammeln.
Im Normalumlauf konnten im Weltcupspringen von Göteborg elf Null-Fehler-Ritte verzeichnet werden. Das Stechen stellt die Reitern und Pferde dann nochmals vor eine anspruchsvolle Aufgabe, als herausfordernd erwies sich insbesondere eine mehr als 180-Grad-Wendung von einem Oxer zur verbliebenen zweifachen Kombination gegen Ende des Stechparcours. Vorlegen mussten Evelina Tovek und ihr 10-jähriger Schimmel Castello, die jedoch vier Strafpunkte bekamen (Platz 10 im Endergebnis). Es folgte der Sieger der Gothenburg Trophy am Vorabend, Robert Whitaker. Mit Catwalk IV glückte ihm die erste Nullrunde in diesem Stechen, zugleich war für ihn damit die Qualifikation für das Weltcupfinale sichergestellt (zuvor 29 Wertungspunkte). Zwei Hundertstelsekunden schneller und ebenso ohne Fehler blieb Aldrick Cheronnet mit Tanael des Bonnes als nächster Starter (41,59 Sekunden). Doch das dessen Zeit weit von einer Siegzeit entfernt war, zeigte sich beim nächsten Ritt: Henrik von Eckermann kam mit der 12-jährigen Mary Lou fehlerfrei in nur 36,89 Sekunden in das Ziel.
Damit mussten die nachfolgenden Starter deutlich angriffslustiger Reiten, wollten sie die Prüfung gewinnen. Dies schlug sich in Fehlern nieder, so auch schon bei Edwina Tops-Alexander als fünfter Starterin im Stechen. Mit Inca Boy van't Vianahof fiel der Einsprung der zweifachen Kombination (vier Strafpunkte, neunter Platz). Michael Whitaker blieb mit Hot Stuff hinter der Zeit von Henrik von Eckermann, mit 37,52 Sekunden setzte er sich zunächst auf den zweiten Rang. Ähnlich machte es Nicola Philippaerts, mit Harley vd Bisschop war er ohne Fehler ein Zehntelsekunde langsamer als Michael Whitaker.
Marcus Ehning war bereits sicher für das Weltcupfinale qualifiziert, konnte also in Göteborg auf Sieg reiten. Mit Comme il faut kam er besser als Tops-Alexander zum Einsprung der zweifachen Kombination, doch am Aussprung der Kombination fiel dennoch eine Stange. Trotz der schnellsten Zeit im Stechen reichte es somit nur für Platz sieben. Während Philipp Weishaupt mit Convall wenig Glück im Stechen hatte und aufgab und auch Luciana Diniz nichts mit dem Sieg der Prüfung zu tun hatte, versuchte Olivier Philippaerts Henrik von Eckermann noch die Führung abzunehmen. Olivier Philippaerts hatte bisher erst 20 Wertungspunkte in dieser Welteuropaliga-Saison gesammelt, nur mit einer Top-3-Platzierung konnte er noch die Startberechtigung für das Weltcupfinale erringen. Mit Legend of Love kam er zwar nicht an die Zeit des Führenden heran, war aber ohne Fehler eine Zehntelsekunde schneller als Michael Whitaker und kam somit auf Rang zwei.
|             | Reiter               | Pferd          | 1. Umlauf | 1. Umlauf   | Stechen  | Stechen | Wertungs- punkte |
| Strafpunkte | Reiter               | Pferd          | Zeit (s)  | Strafpunkte | Zeit (s) |         | Wertungs- punkte |
| ----------- | -------------------- | -------------- | --------- | ----------- | -------- | ------- | ---------------- |
| 1           | Henrik von Eckermann | Mary Lou       | 0         | -           | 0        | 36,89   | 20               |
| 2           | Olivier Philippaerts | Legend of Love | 0         | -           | 0        | 37,42   | 17               |
| 3           | Michael Whitaker     | Hot Stuff      | 0         | -           | 0        | 37,52   | 15               |

(Plätze eins bis drei von insgesamt 33 Teilnehmern)

## Gesamtwertung
In der Saison 2017/2018 gab es bei 13 Etappe 13 unterschiedliche Sieger in der Westeuropaliga. Mit zwei zweiten Plätzen und einem Sieg bei nur wenigen Weltcupstarts waren Henrik von Eckermann und Mary Lou das dominierende Paar dieser Saison.
Anhand der Gesamtwertung wurde nach Abschluss aller Wertungsprüfungen ermittelt, welche 18 Reiter aus den Staaten im Bereich der Westeuropaliga sich für das Finale qualifizieren. Zudem konnten sich weitere Reiter aus anderen Staaten über die Westeuropaliga für das Weltcupfinale qualifizieren, soweit sie im Bereich der Mittel-/ Westeuropaliga wohnhaft sind.
Die Reiter konnten zudem auch in der nordamerikanischen Weltcupliga Punkte sammeln (siehe „weitere“ in der nachfolgenden Tabelle). Wertungspunkte aus anderen Weltcupligen der Welt wurden hingegen nicht in die Westeuropaliga übernommen.
Das Reglement findet sich im Hauptartikel zum Springreiter-Weltcup.
|    | Reiter                        | Oslo | Helsinki | Verona | Lyon | Stutt- gart | Madrid | A Coruña | London | Mechelen | Leipzig | Zürich | Bordeaux | Göte- borg | weitere | Wertungs- punkte |
| -- | ----------------------------- | ---- | -------- | ------ | ---- | ----------- | ------ | -------- | ------ | -------- | ------- | ------ | -------- | ---------- | ------- | ---------------- |
| 1  | Henrik von Eckermann          | —    | 17       | —      | 17   | 1           | 5      | —        | —      | 17       | —       | 7      | —        | 20         | —       | 84               |
| 2  | Kevin Staut                   | 17   | 7        | (0)    | (4)  | 10          | (0)    | —        | 12     | (3)      | 12      | 15     | 6        | (0)        | —       | 79               |
| 3  | Marcus Ehning                 | —    | —        | (0)    | (0)  | (0)         | 13     | 3        | 10     | —        | 13      | 1      | 17       | 10         | —       | 67               |
| 4  | Edwina Tops-Alexander         | 15   | —        | (0)    | —    | —           | —      | 20       | 15     | —        | —       | —      | (0)      | 8          | —       | 58               |
| 5  | Denis Lynch                   | —    | —        | —      | —    | —           | 4      | 13       | —      | —        | (0)     | 10     | —        | 0          | 30      | 57               |
| 6  | Christian Ahlmann             | —    | —        | (0)    | 2    | 15          | 0      | —        | 0      | 11       | 20      | —      | 8        | —          | —       | 56               |
| 7  | Michael Whitaker              | 9    | (0)      | —      | 11   | —           | 8      | —        | (0)    | 0        | —       | 13     | 0        | 15         | —       | 56               |
| 8  | Roger-Yves Bost               | —    | —        | 1      | 6    | 3           | 20     | —        | —      | 12       | —       | —      | 10       | —          | —       | 52               |
| 9  | Pieter Devos                  | 0    | —        | 15     | 13   | —           | 1      | —        | —      | 0        | 0       | —      | 20       | —          | —       | 49               |
| 10 | Daniel Deußer                 | 20   | (0)      | (0)    | —    | (0)         | 12     | (0)      | 3      | 13       | 0       | —      | 0        | 0          | —       | 48               |
| 11 | Carlos Enrique Lopez Lizarazo | —    | —        | —      | —    | —           | 9      | 0        | —      | —        | 17      | 8      | 12       | —          | —       | 46               |
| 12 | Harrie Smolders               | —    | —        | —      | —    | —           | —      | —        | 5      | 20       | 15      | 0      | 5        | 0          | —       | 45               |
| 13 | Alberto Zorzi                 | 8    | —        | 17     | 0    | 6           | (0)    | —        | 6      | —        | 8       | —      | 0        | —          | —       | 45               |
| 14 | Steve Guerdat                 | 6    | 2        | (0)    | 15   | 20          | (0)    | —        | (0)    | —        | —       | 0      | 0        | 1          | —       | 44               |
| 15 | Eduardo Álvarez Aznar         | —    | —        | 9      | (0)  | 12          | (0)    | 0        | 8      | —        | 0       | 3      | 11       | —          | —       | 43               |
| 16 | Robert Whitaker               | 5    | 13       | —      | —    | 0           | —      | 11       | —      | —        | 0       | —      | 0        | 11         | —       | 40               |
| 17 | Douglas Lindelöw              | 12   | —        | 3      | —    | 9           | —      | —        | —      | 0        | 11      | —      | —        | 5          | —       | 40               |
| 18 | Mark McAuley                  | 10   | 0        | —      | 12   | —           | 15     | —        | —      | 0        | —       | 2      | 0        | —          | —       | 39               |
| 19 | Olivier Philippaerts          | —    | —        | —      | —    | 0           | —      | —        | 7      | 1        | —       | 12     | —        | 17         | 0       | 37               |
| 20 | Simon Delestre                | (0)  | —        | 11     | 20   | (0)         | (0)    | —        | 4      | 0        | 0       | 0      |          | —          | —       | 35               |
| 21 | Julien Epaillard              | —    | —        | —      | 8    | —           | 0      | 0        | 20     | 6        | —       | —      | 0        | —          | —       | 34               |
| 22 | Max Kühner                    | —    | —        | (0)    | (0)  | 7           | —      | 17       | —      | 0        | 10      | 0      | 0        | 0          | —       | 34               |
| 23 | Paul Estermann                | —    | —        | —      | —    | 8           | —      | —        | 0      | 0        | —       | 9      | 13       | 4          | —       | 34               |
| 24 | Aldrick Cheronnet             | 0    | 11       | —      | 0    | —           | 11     | 0        | —      | —        | 0       | —      | 0        | 12         | —       | 34               |

## Weltcupfinale
Mit dem Finale 2018 kehrt der Springreiterweltcup an eine ehemalige Austragungsstätte zurück: Erstmals seit dem März 2005 findet wieder ein internationales Reitturnier in der AccorHotels Arena (ehemals Palais Omnisports) in Paris-Bercy statt. Vom 10. bis 15. April 2018 werden hier die Weltcupfinals der Springreiter und der Dressurreiter durchgeführt.